# Psittaculini
Psittaculini  è una tribù di uccelli della famiglia Psittaculidae.

## Tassonomia
Comprende i seguenti generi e specie:
- Psittinus Blyth, 1842
  - Psittinus cyanurus Forster, 1795
- Geoffroyus Bonaparte, 1850
  - Geoffroyus geoffroyi (Bechstein, 1811) - pappagallo guancerosse
  - Geoffroyus simplex (A.B.Meyer, 1874) - pappagallo dal collare
  - Geoffroyus heteroclitus (Hombron & Jacquinot, 1841) - pappagallo canoro
- Prioniturus Wagler, 1832
  - Prioniturus montanus Ogilvie-Grant, 1895 - pappagallo coda a racchetta di Luzon
  - Prioniturus waterstradti Rothschild, 1904 - pappagallo coda a racchetta di Mindanao
  - Prioniturus platenae W.Blasius, 1888 - pappagallo coda a racchetta testablu
  - Prioniturus luconensis Steere, 1890 - pappagallo coda a racchetta verde
  - Prioniturus discurus (Vieillot, 1822) - pappagallo coda a racchetta capoblu
  - Prioniturus mindorensis Steere, 1890 - pappagallo coda a racchetta di Mindoro
  - Prioniturus verticalis Sharpe, 1893 - pappagallo coda a racchetta aliblu
  - Prioniturus flavicans Cassin, 1853 - pappagallo coda a racchetta pettogiallo
  - Prioniturus platurus (Vieillot, 1818) - pappagallo coda a racchetta mantodorato
  - Prioniturus mada Hartert, 1900 - pappagallo coda a racchetta di Buru
- Tanygnathus Wagler, 1832
  - Tanygnathus megalorynchos (Boddaert, 1783) - pappagallo beccogrosso
  - Tanygnathus lucionensis (Linnaeus, 1766) - pappagallo nucazzurra
  - Tanygnathus sumatranus (Raffles, 1822) - pappagallo groppazzurra
  - Tanygnathus gramineus (J.F.Gmelin, 1788) - pappagallo dalle redini
- Eclectus Wagler, 1832
  - Eclectus roratus (Müller, 1776)
- Psittacula Cuvier, 1800
  - Psittacula eupatria (Linnaeus, 1766) - parrocchetto alessandrino
  - Psittacula wardi(E.Newton, 1867) - parrocchetto delle Seychelles †
  - Psittacula krameri  (Scopoli, 1769) - parrocchetto dal collare
  - Psittacula eques (Boddaert, 1783) - parrocchetto di Mauritius
  - Psittacula bensoni(Holyoak, 1973) - parrocchetto grigio di Mauritius †
  - Psittacula himalayana (Lesson, 1831) - parrocchetto testardesia
  - Psittacula finschii (Hume, 1874) - parrocchetto testagrigia
  - Psittacula cyanocephala (Linnaeus, 1766) - parrocchetto testaprugna
  - Psittacula roseata Biswas, 1951 - parrocchetto facciarosa
  - Psittacula columboides (Vigors, 1830) - parrocchetto del Malabar
  - Psittacula calthropae (Blyth, 1849) - parrocchetto di Layard
  - Psittacula derbiana (Fraser, 1852) - parrocchetto di Derby
  - Psittacula alexandri (Linnaeus, 1758) - parrocchetto pettorosso
  - Psittacula caniceps (Blyth, 1846) - parrocchetto delle Nicobare
  - Psittacula exsul(A.Newton, 1872) - parrocchetto di Newton †
  - Psittacula longicauda (Boddaert, 1783) - parrocchetto codalunga
- Lophopsittacus Newton, 1875 †
  - Lophopsittacus mauritianus (Owen, 1866) - pappagallo a becco grosso †
- Necropsittacus Milne-Edwards, 1873 †
  - Necropsittacus rodricanus (Milne-Edwards, 1867) - pappagallo di Rodrigues †